# Mariano Bertolotti
Mariano Daniel Bertolotti (nascido em 27 de setembro de 1982) é um judoca argentino, que disputa a categoria peso-leve. Nesta categoria, ele terminou apenas em sétimo lugar nos Jogos Pan-americanos de 2007, no Rio de Janeiro, ao perder para o canadense Nicholas Tritton.
Mariano representou Argentina nos Jogos Olímpicos de Verão de 2008, em Pequim, capital da China, onde competiu na categoria peso-leve, até 73 quilos. Ele perdeu a primeira rodada preliminar, com um waza-ari (que vale meio ponto), para o brasileiro Leandro Guilheiro, que acabou ganhando a medalha de bronze na prova.